# 綠川町

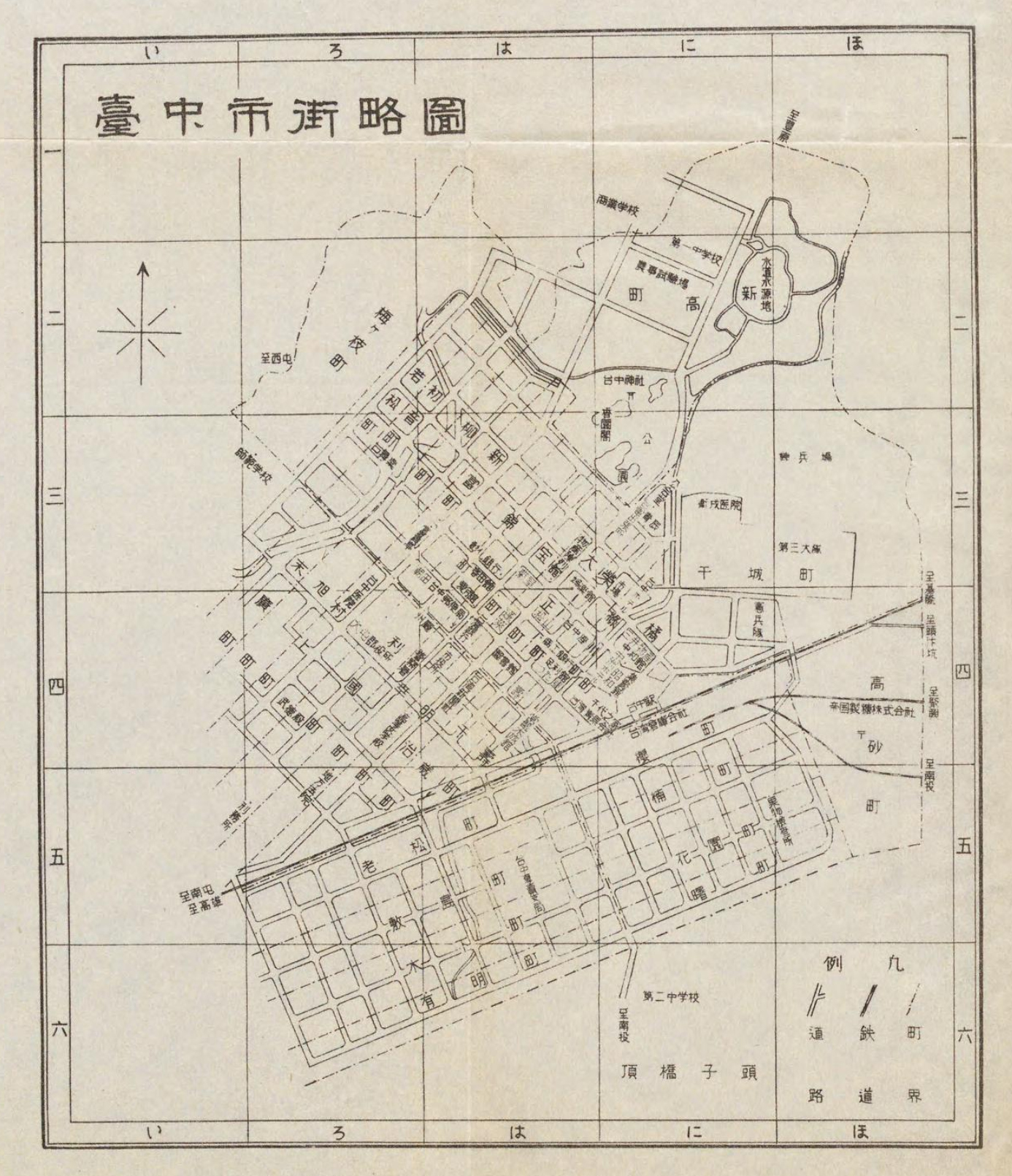
臺中市街略圖

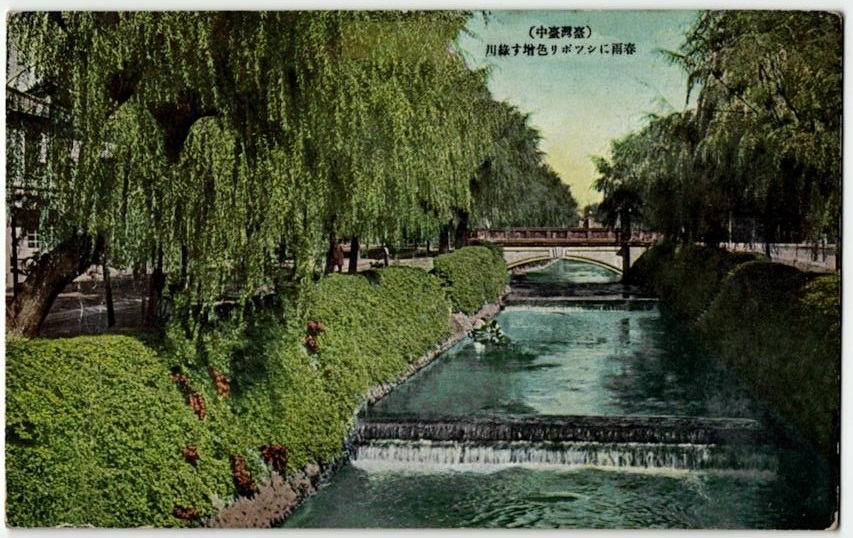
綠川

綠川町為台灣日治時期臺中州臺中市的町，分為五丁目；其最初在1916年公告為通稱町名，在1926年4月1日的町名改正公告中才正式設立，原臺中市大字的臺中改為31個町。町名源自町內的綠川。

## 町內設施
一丁目
二丁目
- 台灣產業資源株式會社台中支店

三丁目
- 日本水產株式會社台中冷凍工場

四丁目
五丁目